# 閻士良
阎士良（?—?），北宋宦官。
阎士良是閻文應之子。给事宫中。郭皇后暴卒，谏官弹劾阎文应之罪，阎士良也卸任知御药院的职务，为内殿崇班。杨美人、尚美人出宫后，宋仁宗左右引进陈氏女子入宫，陈氏的父亲叫陈子城，杨太后许诺她为皇后。大臣宋绶、王曾、吕夷简、蔡齐相继表示反对。阎士良听说后，面见宋仁宗。宋仁宗正准备披百叶择日，阎士良劝谏以为不可。宋仁宗急命陈氏女出宫。